# 橘百花
橘 百花（たちばな ももか、1996年12月9日 - ）は、日本の女優、声優。東京都出身。幸福の科学母体のニュースター・プロダクション所属。

## 経歴・人物
1996年、東京都生まれ。
特技・趣味：料理、お菓子作り、映画鑑賞、アクセサリー作りなど。
2019年よりYouTube漫画『私立Z学園の憂鬱』で、主演・高橋あさみ役を声優として演じ、その派生コンテンツでも出演している。2021年1月からは、東京MXテレビでの『東京ホンマもん教室』「高橋あさみちゃんの教えて藤井先生！」でレギュラー出演している。

## 出演

### 映画
- 七つの会議（2019年2月、東宝） - 女子社員 役
- 哲人王 〜李登輝対話篇〜（2019年6月21日、レイシェルスタジオ） - 友人 役
- 心霊喫茶『エクストラ』の秘密-The Real Exorcist-（2020年、日活）
- 美しき誘惑-現代の「画皮」-（2021年5月、日活） - 瑠奈 役[5]
- 夢判断、そして恐怖体験へ（2021年8月、日活） - 森井ミエ 役
- 宇宙の法-エローヒム編-（2021年10月、日活） - プレアデス星人 役
- 呪い返し師—塩子誕生（2022年10月、日活）

### テレビドラマ
- BSプレミアム「我が家の問題」（2017年、NHK）
- BSプレミアム「男の操」（2017年、NHK）
- 相棒16（2017年、テレビ朝日）
- 崖っぷちホテル!（2018年、日本テレビ）
- 高嶺の花（2018年、日本テレビ）

### TV
- 爆報! THE フライデー（2019年・2017年、TBS）
- 幸せ!ボンビーガール（2021年・2020年・2019年、日本テレビ）
- 東京ホンマもん教室「高橋あさみちゃんの教えて藤井先生!」（2021年 - 放送中、東京MX）声優：レギュラー 高橋あさみ 役[3][4]
- ザ!世界仰天ニュース（2022年3月、日本テレビ）

### Youtube 声優
- YouTube漫画「私立Z学園の憂鬱」（2019年）声優：主演・高橋あさみ 役[1][2]
- 及川幸久Youtube番組「official sorakara」（2021年 - 2022年）声優：アマビエ 役

### 舞台
- オサエロ（2017年8月、空間演人） - 沢口夏子 役
- At The Bench（2018年3月、スターズウェイ） - 歩美 役
- 赤い水槽（2018年5月、人生旅行） - 一ノ倉理央 役
- ロミオとジュリエット（2020年2月、ニュースター・プロダクション） - キャピュレット夫人 役
- ザ・シェフ 〜人生のレシピ〜（2021年4月、劇団虹色くれよん、中野テアトルBONBON） - 渚レイ子 役[6][7]
- 女医レイカ ～心の声がきこえますか～（2022年5月、劇団虹色くれよん、池袋シアターグリーンBOX in BOX THEATER） - 森永ミーナ 役[8][9]

### CM・広告
- PAN AM旅行用品イメージモデル（tabimotto通販サイト）
- ユニバーサル・スタジオ・ジャパン（2017年）WebCM
- 会計ソフト「Freee」（2017年）WebCM
- MocchiMocch（2018年、タカラトミーアーツ）WebCM
- マクドナルド 手モデル（2018年 - 2022年）
- TEPCO速報（2019年、東京電力）WebCM[10]
- PLAZA STYLE カメラエフェクトアプリ（2019年）[11]
- 春の大山とうふ 味めぐりキャンペーン（2019年、小田急電鉄）[12]
- ふりそでMODE ホームページ用モデル（2021年、ウエディングボックス）